# Bultaco Metralla
La Bultaco Metralla è una motocicletta da strada prodotta dalla casa di Barcellona, in quattro serie successive, dal 1962 al 1979.

## Il contesto
Constatato il gradimento dell'utenza nazionale nei confronti della "Tralla 125", primo modello della Bultaco, la neonata azienda catalana decise di proporre una moto sportiva di maggiore cilindrata, nell'ambizioso scopo di contrastare la dilagante importazione di modelli stranieri, soprattutto italiani, sul mercato spagnolo delle motoleggere.

## Le Metralla
Nel 1962 venne completata la realizzazione del "Modelo 8" presentato con la denominazione commerciale di "Metralla 62". L'impostazione sportiva ed il nuovo motore 200 cm³ da 18 CV che consente di raggiungere i 130 km/h, assegnava alla "Metralla" la palma della motocicletta più potente e veloce mai prodotta in Spagna, decretandone l'immediato successo sul mercato nazionale. 

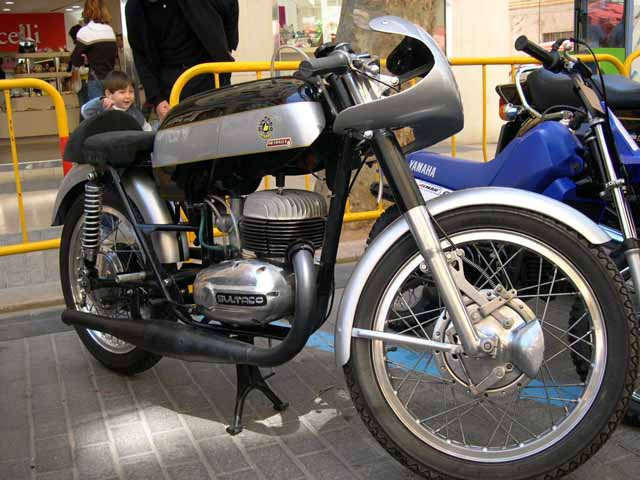
Una "Metralla Mk2" - Modelo 23, nell'allestimento per il mercato USA

Un successo tale che l'intraprendente Paco Bultò pensò bene di sfruttare preparando con maggior cura il "Modelo 23", ovvero la versione successiva. Nel 1966 venne presentata la "Metralla Mk2", con sospensioni, freni e telaio totalmente aggiornati ed un nuovo motore da 250 cm³ con cambio a 5 velocità che sviluppa una potenza di 27 CV. Nelle prestazioni, di tutto rispetto per l'epoca, spiccavano una bruciante accelerazione, una velocità massima di oltre 160 km/h, a fronte di consumi ragionevolmente contenuti.
Con questo modello, che verrà prodotto per otto anni senza modifiche sostanziali, la Bultaco iniziò a farsi conoscere anche sui mercati stranieri, ottenendo significativi successi commerciali, specialmente negli Stati Uniti e in Australia.
Nel 1974 venne presentato il "Modelo 142", con la denominazione commerciale di "Metralla GT", indirizzando la moto verso il settore delle moto economiche da turismo e procedendo alla modifica del telaio e delle sovrastrutture, oltre al depotenziamento del motore a 24 CV.
Due anni dopo, entrò in produzione il "Modelo 203", allestito nelle versioni "GTS" e "GTA", che fruiva di una moderna dotazione di accessori e di un'estetica ispirata alla produzione nipponica del tempo, tanto che venne soprannominata dagli appassionati spagnoli "la amarilla".

## La produzione
| Bultaco Metralla modelli di serie prodotti |         |                  |            |               |
| Anni di produzione                         | Modello | Denominazione    | Cilindrata | Telaio dal n. |
| 1962 - 1966                                | 8       | Metralla 62      | 196,04 cm³ | 800.001       |
| 1966 - 1974                                | 23      | Metralla Mk2     | 244,29 cm³ | 23.000.001    |
| 1975 - 1977                                | 142     | Metralla GT      | 244,29 cm³ | 142.000.001   |
| 1977 - 1979                                | 203     | Metralla GTS/GTA | 244,29 cm³ | 203.000.001   |